# Гучин-Ус
Гучин-Ус (монг. Гучин-Ус) — сомон Уверхангайського аймаку, Монголія. Площа 4,7 тис. км², населення 3,6 тис. Центр сомону селище Аргуут лежить за 516 км від Улан-Батора, за 104 км від міста Арвайхера.

## Рельєф
Гори Іх Аргалант (1875 м), Зууншир (1862 м), Тогоо Хайрхан (1742 м) та ін. Ріки Ар Агуй, Хунхрее.

## Клімат
Клімат різко континентальний, щорічні опади 180 мм, середня температура січня −18°С, середня температура липня +19°С.

## Корисні копалини
Запаси кам'яного вугілля, горючих сланців, шпату.

## Тваринний світ
Водяться дикі барани, козулі, джейрани, лисиці, корсаки, борсуки, дикі кішки-манули.

## Сільське господарство
Вирощують кормові рослини.

## Соціальна сфера
Є школа, лікарня, торговельно-обслуговуючі центри.